# 江南江淮揚徐海通等處承宣布政使司
江南江淮揚徐海通等處承宣布政使司，簡稱江寧布政使司、江宁藩司，是清朝在江寧府（今南京市）设立的省级行政机构「承宣布政使司」。

## 历史
清顺治二年，清廷改南直隶为江南省，辖区大致包括今江苏省、安徽省和上海市。设左、右布政使于江宁（今南京），左为长，右为副，掌全省政令、财赋。
乾隆二十五年(1760年)八月，新设江宁布政使于江宁、辖江宁、淮安、扬州、徐州、海州、通州等府州。全国18个直省，惟江苏省分设两布政使（江宁、江苏）。

## 官制
江宁布政使为从二品。凡诸政务会同督抚议行，乾隆以后实际成为督抚属官，其副手级别为道员，属员有经历司经历、都事，掌出纳文移；照磨所照磨，掌处理案卷；理问所理問 ，掌推勘刑名；库大使 ，掌库藏籍账；仓大使，掌稽仓储。